# ゴダールのマリア
『ゴダールのマリア』は、アンヌ＝マリー・ミエヴィル監督の短篇映画『マリアの本』（マリアのほん、仏語 Le livre de Marie、28分）とジャン＝リュック・ゴダール監督の長篇劇映画『こんにちは、マリア』（Je vous salue, Marie、80分）の二部構成で興行された作品に、日本で付されたタイトルである。
『マリアの本』は、フランス・スイス合作映画、『こんにちは、マリア』は、フランス・イギリス・スイス合作映画で、いずれも1984年（昭和59年）に製作された。

## マリアの本

### 概要
1973年（昭和48年）にフランス・グルノーブルにゴダールとともに移住し、「ソニマージュ」を設立以来、『うまくいってる?』（1975年 - 1978年）、『6x2』（1976年）、『ヒア & ゼア こことよそ』（1976年）、『二人の子どもフランス漫遊記』（1977年 - 1978年）と共同監督を重ねてきたアンヌ＝マリー・ミエヴィルが、1983年に短篇映画『ハウ・キャン・アイ・ラヴ』を単独で監督している。ミエヴィルにとって、本作は、単独監督作としては2作目の映画となる。

### スタッフ
- 監督・脚本 : アンヌ＝マリー・ミエヴィル
- 撮影 : カロリーヌ・シャンプティエ、ジャン＝ベルナール・ムヌー
- 録音 : フランソワ・ミュジー
- 音楽 : フレデリック・ショパン、グスタフ・マーラー
- 製作会社 : JLGフィルム、ペガーズ・フィルム

### キャスト
- ブリュノ・クレメール （父親）
- オーロール・クレマン （母親）
- レベッカ・ハンプトン （マリー）
- コピ （旅人）

## こんにちは、マリア

### 概要
前年の1983年に『映画「こんにちは、マリア」のためのささやかな覚書』を製作し、本作のためのスイス国内の出資者へのプレゼンを行っていたゴダールが、無事資金を得て監督した作品である。

### スタッフ
- 監督・脚本 : ジャン＝リュック・ゴダール
- 撮影 : ジャン＝ベルナール・ムヌー、ジャック・フィルマン
- 録音 : フランソワ・ミュジー
- 美術 : イヴァン・ニクラス
- 編集 : アンヌ＝マリー・ミエヴィル
- 音楽 : ヨハン・ゼバスティアン・バッハ、アントニン・ドヴォルザーク
- 製作会社 : サラ・フィルム、ペガーズ・フィルム、JLGフィルム、ゴーモン、テレヴィジオン・スイス・ロマンド、チャンネル4

### キャスト
- ミリアム・ルーセル （マリー）
- ティエリ・ロード （ジョゼフ）
- フィリップ・ラスコット （大天使ガブリエル）
- マノン・アンデルサン （幼い女の子）
- ジュリエット・ビノシュ （ジュリエット）